# Q-derivata
Inom matematiken är q-derivatan eller Jacksonderivatan en q-analogi av den ordinära derivatan. Den introducerades av Frank Hilton Jackson. Den är inversen av Jacksons integral.

## Definition
q-derivatan av en funktion f(x) definieras som
{\displaystyle \left({\frac {d}{dx}}\right)_{q}f(x)={\frac {f(qx)-f(x)}{qx-x}}.}
Den skrivs ofta som {\displaystyle D_{q}f(x)}.
q-derivatan är linjär:
{\displaystyle \displaystyle D_{q}(f(x)+g(x))=D_{q}f(x)+D_{q}g(x)~.}
Den satisfierar en produktformel analog till den för ordinära derivatan:
{\displaystyle \displaystyle D_{q}(f(x)g(x))=g(x)D_{q}f(x)+f(qx)D_{q}g(x)=g(qx)D_{q}f(x)+f(x)D_{q}g(x).}
Den satisfierar också kvotregeln
{\displaystyle \displaystyle D_{q}(f(x)/g(x))={\frac {g(x)D_{q}f(x)-f(x)D_{q}g(x)}{g(qx)g(x)}},\quad g(x)g(qx)\neq 0.}

## Relation till ordinära derivator
Q-differentiering har många av ordinära differentieringens egenskaper med några skillnader. Exempelvis är q-derivatan av ett monom
{\displaystyle \left({\frac {d}{dz}}\right)_{q}z^{n}={\frac {1-q^{n}}{1-q}}z^{n-1}=[n]_{q}z^{n-1}}
där {\displaystyle [n]_{q}} är q-analogin av n. Notera att {\displaystyle \lim _{q\to 1}[n]_{q}=n}.
Den n-te q-derivatan av en funktion vid 0 ges av
{\displaystyle (D_{q}^{n}f)(0)={\frac {f^{(n)}(0)}{n!}}{\frac {(q;q)_{n}}{(1-q)^{n}}}={\frac {f^{(n)}(0)}{n!}}[n]_{q}!}
bara den ordinära n-te derivatan av f existerar vid x=0. Här är {\displaystyle (q;q)_{n}} q-Pochhammersymbolen och {\displaystyle [n]_{q}!} q-fakulteten. Om {\displaystyle f(x)} är analytisk kan man använda Taylorformeln till definitionen av {\displaystyle D_{q}(f(x))} och få
{\displaystyle \displaystyle D_{q}(f(x))=\sum _{k=0}^{\infty }{\frac {(q-1)^{k}}{(k+1)!}}x^{k}f^{(k+1)}(x).}
En q-analogi av Taylorexpansionen av en funktion vid noll följer:
{\displaystyle f(z)=\sum _{n=0}^{\infty }f^{(n)}(0)\,{\frac {z^{n}}{n!}}=\sum _{n=0}^{\infty }(D_{q}^{n}f)(0)\,{\frac {z^{n}}{[n]_{q}!}}}